# Somali
Pour les articles homonymes, voir Somali (homonymie).

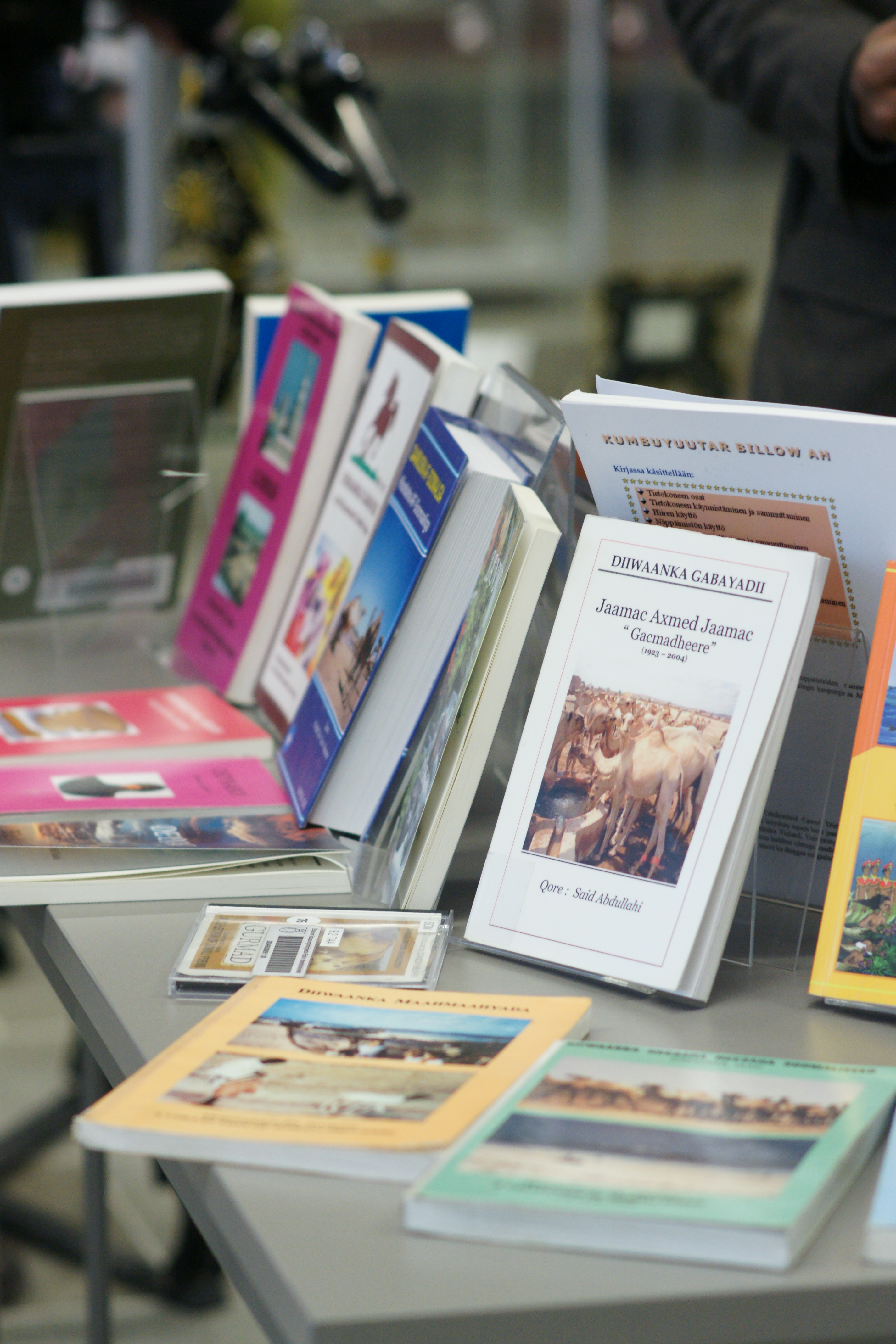
Livres en langue somalie (alphabet latin somali)

Le somali (Af-Soomaali en somali, prononcé /æf sɔːˈmɑːli/) est une langue chamito-sémitique de la famille des langues couchitiques. Elle est parlée par plus de 35 millions de locuteurs, essentiellement dans la Corne de l'Afrique. Avec l'arabe, le somali est une langue officielle de la Somalie. À Djibouti, le somali a le statut de « langue nationale ». 
Il existe plusieurs dialectes somalis, dont les différences pourraient être suffisamment importantes pour empêcher l'inter-compréhension. Par ailleurs, certains groupes identifiés comme somalis parlent ou ont parlé des langues bantoues.
Aussi, les colonisations italienne, britannique et française ont influencé le vocabulaire des dialectes somalis en apportant divers mots nouveaux, qui n'existaient pas en langue somalie et arabe. Depuis 1960 les nouveaux mots viennent surtout (en partie) de l'arabe (surtout à partir de l'arabe dialectal du Yémen), de l'anglais et du français (principalement à Djibouti).

## Classification
Le somali est généralement classé, à l'intérieur de la branche couchitique de la famille afro-asiatique, dans un même groupe que les langues afar et saho. La position précise de ce groupe à l'intérieur de la branche couchitique demeure incertaine et le nom qui lui est donné varie selon les auteurs. Roger Blench, parmi d'autres, propose de placer ces trois langues dans un sous-groupe dit « des basses terres » (Lowland) du groupe oriental de la branche couchitique (Eastern Cushitic).
Le somali, qui fait l'objet de travaux scientifiques depuis la fin du XIXe siècle, est la mieux documentée des langues couchitiques.

## Répartition géographique
Le somali est la seconde langue couchitique par ordre de diffusion, après l'oromo. On compterait aujourd'hui plus de 43,5 millions de locuteurs du somali, dont 20,2 millions en Somalie (en 2019), ce qui représente 98 % des habitants du pays ; 15 millions en Éthiopie (en 2019) ; 6 millions au Kenya (en 2019) ; et 750 000 à Djibouti (en 2018).
Le somali est également utilisé dans l'importante diaspora somalie, principalement établie au Proche-Orient, en Afrique du Sud, en Amérique du Nord et en Europe, en conséquence notamment de la guerre civile en Somalie commencée au début des années 1990. Aujourd'hui, le somali est considéré comme la deuxième langue la plus parlée, après l'anglais effectivement, dans le Minnesota aux États-Unis et notamment dans ses villes jumelles, Minneapolis et Saint Paul, grâce à la diaspora somalie.

## Dialectologie
Les parlers somalis se répartissent en trois grands ensembles dialectaux : le somali du nord, le bénadiri et le maay.
Le somali du nord (ou du nord et du centre), et en particulier le dialecte de Mudug des Darod du nord, est à la base du somali dit « standard ». Il est aujourd'hui parlé depuis le nord de la Somalie jusqu'à certaines régions de l'est et du sud-ouest du pays. L'étendue actuelle de la répartition géographique de ces parlers est le résultat d'une longue série de mouvements de population partant du littoral du golfe d'Aden en direction du sud, qui s'est étendue tout au long du deuxième millénaire de l'ère chrétienne. Un certain nombre d'importants poètes somalis ainsi que de membres de l'élite politique somalienne se sont exprimés ou s'expriment en un parler du nord, ce qui fait du somali du nord l'ensemble dialectal somali le plus prestigieux.
Le bénadiri (également dit dialecte du sud maritime ou somali littoral) est parlé dans la zone centrale de la côte de l'océan Indien, ce qui comprend la capitale Mogadiscio. On observe un assez haut degré d'intercompréhension entre bénadiri et parlers du nord.
Le maay est principalement parlé dans le sud de la Somalie par les clans Digil, Mirifle et Rahanwein. Il est utilisé depuis la frontière sud-ouest avec l'Éthiopie jusqu'à une zone proche de la bande côtière qui s'étend entre Mogadiscio et Kismayo, ce qui inclut entre autres la ville de Baidoa. Le maay n'est pas mutuellement intelligible avec le somali du nord et le bénadiri, desquels il diffère de manière significative d'un point de vue phonologique et syntaxique. Il n'est généralement pas utilisé dans l'enseignement ou les médias. En guise de lingua franca, les locuteurs du maay recourent habituellement au somali dit « standard », qu'ils apprennent à travers les médias de masse ou à l'occasion de migrations à l'intérieur du territoire somalien.
Le maay est proche des langues jiiddu, dabarre, garre et tunni, également parlées par de petites communautés rahanwein. Ces quatre langues et le maay présentent avec l'oromo des similarités qui ne se retrouvent pas dans le reste des parlers somalis. La principale est l'absence, dans les parlers des Rahanwein, des Digil et des Mirifle, de phonèmes pharyngaux, lesquels sont caractéristiques des autres parlers somalis. Par ailleurs, le phonème rétroflexe /ɖ/ y est remplacé par le phonème roulé /r/ dans certains contextes. De récents travaux réalisés par le linguiste Mohamed Diriye Abdullahi soutiennent que ces parlers (parmi lesquels le maay), autrefois fréquemment considérés comme des dialectes du somali, seraient en réalité des langues couchitiques à part entière distinctes du somali. Ces parlers pourraient ainsi être les vestiges d'un ancien substrat oromo dans le sud de la confédération rahanwein.
L'intercompréhension entre les divers dialectes du somali peut être plus que difficile : par exemple, les différences entre le bénadiri du sud de la Somalie et le Issas du sud de Djibouti sont presque aussi importantes qu'entre la langue française et l'italien, en Europe.

## Description

### Phonologie
Le somali possède 22 phonèmes.
|          | Bilabial | Bilabial | Labio- dental | Labio- dental | Dental | Dental | Alvéolaire | Alvéolaire | Post- alvéolaire | Post- alvéolaire | Rétroflexe | Rétroflexe | Palatal | Palatal | Vélaire  | Vélaire | Uvulaire | Uvulaire | Pharyngal | Pharyngal | Glottal | Glottal |
| -------- | -------- | -------- | ------------- | ------------- | ------ | ------ | ---------- | ---------- | ---------------- | ---------------- | ---------- | ---------- | ------- | ------- | -------- | ------- | -------- | -------- | --------- | --------- | ------- | ------- |
| Nasal    | m (m)    | m (m)    |               |               |        |        | n (n)      | n (n)      |                  |                  |            |            |         |         |          |         |          |          |           |           |         |         |
| Occlusif |          | b (b)    |               |               | t̪ (t)  | d̪ (d)  |            |            |                  |                  |            | ɖ (dh)     |         |         | k (k)    | ɡ (g)   | q (q)    |          |           |           | ʔ ('/ø) |         |
| Affriqué |          |          |               |               |        |        |            |            | tʃ (j)           |                  |            |            |         |         |          |         |          |          |           |           |         |         |
| Fricatif |          |          | f (f)         |               |        |        | s (s)      |            | ʃ (sh)           |                  |            |            |         |         | x~χ (kh) |         |          |          | ħ (x)     | ʕ (c)     | h (h)   |         |
| Roulé    |          |          |               |               |        |        | r (r)      | r (r)      |                  |                  |            |            |         |         |          |         |          |          |           |           |         |         |
| Spirant  |          |          |               |               |        |        | l (l)      | l (l)      |                  |                  |            |            | j (y)   | j (y)   | w (w)    | w (w)   |          |          |           |           |         |         |

(Entre parenthèses dans le tableau ci-dessus figurent les graphèmes correspondant à chaque phonème dans l'alphabet latin somali, le système d'écriture du somali le plus répandu (cf. infra la section Écriture).)
Entre voyelles, les consonnes /b d̪ q/ subissent fréquemment un phénomène de lénition, se prononçant respectivement [β ð ɣ]. Le phonème occlusif rétroflexe /ɖ/ est parfois réalisé chez certains locuteurs comme une injective, et peut être prononcé entre voyelles comme la battue [ɽ] Le phonème /ħ/ s'accompagne chez certains locuteurs d'un roulement épiglottal. /q/ est souvent réalisé avec une contraction de l'épiglotte.
Le système vocalique de la langue est structuré selon cinq timbres vocaliques de base. Chacun présente une variante tendue et une variante relâchée, et pour chacune des variantes ainsi obtenues existent une forme longue ainsi qu'une forme courte. Cela représente un total de vingt phonèmes vocaliques.
La hauteur mélodique est phonologiquement pertinente en somali, mais la question de savoir si la langue est à accent mélodique ou tonale reste débattue. En réalisation de surface, c'est-à-dire d'un point de vue phonétique, la langue connaît une triple distinction tonale, avec un ton haut, un ton bas et un ton descendant. Cela n'implique pas cependant que l'analyse phonologique de ces réalisations doive nécessairement se faire en termes de tons. Larry M. Hyman a développé en 1981 la thèse selon laquelle le somali constituerait un type particulier de langue tonale, dit à accent tonal. Cependant, Abdullahi (2000), une étude portant exclusivement sur cette question, avance que le somali ne serait pas une langue tonale.
Le somali a une structure syllabique (C)V(C). Les morphèmes racines présentent typiquement une structure mono- ou dissyllabique.

### Morphologie
|                    | Pronoms sujets | Pronoms sujets | Pronoms objets | Pronoms objets |
| Personne           | Indépendant    | Clitique       | Indépendant    | Clitique       |
| ------------------ | -------------- | -------------- | -------------- | -------------- |
| 1. sg.             | anigu          | aan            | aniga          | i(i)           |
| 2. sg.             | adigu          | aad            | adiga          | ku(u)          |
| 3. sg. m.          | isagu          | uu             | isaga          | (u)            |
| 3. sg. f.          | iyadu          | ay             | iyada          | (u)            |
| 1. pl. (inclusive) | innagu         | aynu           | innaga         | ina/inoo       |
| 1. pl. (exclusive) | annagu         | aannu          | annaga         | na/noo         |
| 2. pl.             | idinku         | aad            | idinka         | idin/idiin     |
| 3. pl.             | iyagu          | ay             | iyaga          | (u)            |

Le somali est une langue agglutinante qui présente par certains aspects des caractéristiques de langue flexionnelle. De nombreuses propriétés grammaticales, comme l'aspect, le temps ou encore les cas, sont indiquées au moyen d'affixes.
Le somali a quasiment perdu un ancien procédé de flexion verbale par préfixation, qui est aujourd'hui restreint à quatre verbes d'usage courant. L'ensemble des autres verbes de la langue sont désormais fléchis, de façon plus transparente, par un procédé de suffixation.
La modification des hauteurs mélodiques syllabiques est en somali un procédé morphologique qui sert davantage à la flexion qu'à la dérivation. Parmi les propriétés morphologiques flexionnelles affectées par ce procédé figurent le genre, le nombre et le cas. Il arrive que la valeur de ces propriétés ne soit marquée que par les tons ou accents : ainsi pour la catégorie du genre dans ínan, « garçon » face à inán, « fille ».
Le somali possède deux séries de pronoms : les uns, accentués, sont indépendants ; les autres sont clitiques et s'attachent à des formes verbales. Les pronoms indépendants se comportent syntaxiquement comme des noms et portent généralement l'article suffixé -ka/-ta (ainsi adi-ga, « toi », où un phénomène de sandhi provoque le passage de -ka à -ga). Il arrive cependant que l'article soit omis, lorsque le pronom est marqué par une conjonction ou une particule de focus : ainsi dans adna (composé seulement de adi- et de la conjonction -na) signifiant « et toi… ». Les pronoms clitiques s'attachent au verbe et ne peuvent recevoir aucune morphologie propre au nom. Le somali, comme plusieurs autres langues couchitiques orientales telles que le rendille ou le daasanach, distingue un « nous » inclusif (« moi et toi (et d'autres) ») d'un « nous » exclusif (« moi et d'autres sans toi »).
Le somali, de même qu'un certain nombre d'autres langues afro-asiatiques, connaît le phénomène dit de « polarité de genre  » (gender polarity) : un nom au pluriel provoque généralement un accord au genre opposé à celui de son singulier,. Ainsi, le pluriel du nom masculin dibi (m.), « taureau » est obtenu par sa seule conversion en un nom féminin : dibi (f.), « taureaux ». Le somali présente la propriété inhabituelle parmi les langues du monde de marquer en cas le sujet sans marquer en cas l'objet (cette propriété se retrouve dans d'autres langues couchitiques, comme l'oromo (langue)).

### Syntaxe
Le somali est une langue à ordre syntaxique de base sujet-objet-verbe (SOV). Il a ainsi une tendance très forte à adopter un ordre déterminant-déterminé : il fait par exemple usage de postpositions, et les compléments du verbe viennent avant lui. Ces traits typologiques sont communs aux langues couchitiques et sémitiques (les unes comme les autres afro-asiatiques) parlées dans la Corne de l'Afrique, comme l'amharique. Toutefois, dans le syntagme nominal du somali, la tête précède les compléments, de sorte que le nom précède l'adjectif qui le modifie,. Cette association d'un ordre déterminant-déterminé dominant avec un ordre inverse déterminé-déterminant dans le syntagme nominal se trouve également dans d'autres langues couchitiques, comme l'oromo, mais généralement pas dans les langues éthiosémitiques,.
Le somali emploie trois marqueurs de focalisation, baa, ayaa et waxa(a), qui signalent généralement une information nouvelle ou créent un effet d'emphase contrastive. Quand il est marqué par baa ou ayaa, l'élément focalisé apparaît nécessairement avant le verbe, tandis qu'il peut également se trouver après le verbe avec waxa(a).

### Lexique
Les emprunts lexicaux en somali se répartissent en deux ensembles : ceux provenant d'autres langues afro-asiatiques (essentiellement l'arabe) d'une part, et ceux provenant de langues indo-européennes d'autre part.
Les principaux emprunts lexicaux en somali viennent de l'arabe : on estime à 20 % la proportion de mots d'origine arabe dans le lexique du somali. Cela est un héritage des étroits contacts socio-culturels (ayant trait notamment à la religion) et commerciaux qu'ont entretenus les Somalis avec les populations de la Péninsule Arabique voisine. C'est dans les domaines de la religion, de l'administration et de l'éducation que les emprunts arabes sont le plus fréquents : ainsi iimaan, « croyance, foi », de l'arabe classique īmān إيمان, de même sens. Les autres champs lexicaux n'en sont toutefois pas exempts : ainsi daqiiqad, « minute », de l'arabe classique daqīqa دقيقة, de même sens, ou encore saabuun, « savon » de l'arabe classique ṣābūn صابون, de même sens. Soravia (1994) a dénombré un total de 1 436 mots d'origine arabe dans Agostini et al. (1985), un important dictionnaire somali de 40 000 entrées. La plupart des termes en question étaient des noms d'usage courant. Ces emprunts lexicaux ont pu être plus nombreux par le passé, dans la mesure où certains mots observés par Zaborski (1967, p. 122) dans la littérature ancienne sont absents de l'ouvrage, postérieur, d'Agostini. Par ailleurs, la majorité des anthroponymes dérivent de noms arabes.
Le lexique du somali contient d'autre part quelques emprunts faits à des langues indo-européennes à l'époque coloniale. La plupart de ces emprunts proviennent de l'anglais et servent à désigner des objets ou des concepts nouveaux : ainsi telefishin, « télévision » de l'anglais television, de même sens, ou encore raadio, « radio », de l'anglais radio, de même sens. On trouve également quelques emprunts faits à des langues romanes, comme ansalaato, « salade » de l'italien insalata, de même sens.
La langue a enfin emprunté historiquement quelques éléments lexicaux au persan, à l'ourdou et au hindi à l'occasion d'échanges avec des communautés locutrices de ces langues installées au Proche-Orient et en Asie du Sud : ainsi khiyaar, « concombre » du persan xiyār خیار, de même sens. Certains de ces emprunts sont indirects, l'arabe ayant joué le rôle d'intermédiaire entre ces langues et le somali,.
Dans le contexte d'un effort global du gouvernement somalien pour assurer et sauvegarder la primauté du somali, on a pu observer ces dernières décennies dans le pays une impulsion en faveur du remplacement des emprunts, de quelque origine qu'ils soient, par un équivalent plus proprement somali ou par des néologismes à base plus proprement somalie. C'est dans ce but qu'il fut officiellement interdit d'emprunter ou d'utiliser des mots anglais ou italiens sous le Conseil révolutionnaire suprême (1969-1991).

#### Noms de nombres
| Français | Somali  |  | Français | Somali            |  | Français         | Somali      |
| -------- | ------- |  | -------- | ----------------- |  | ---------------- | ----------- |
| un       | kow     |  | onze     | kow iyo toban     |  | trente           | soddon      |
| deux     | laba    |  | douze    | laba iyo toban    |  | quarante         | afartan     |
| trois    | saddex  |  | treize   | saddex iyo toban  |  | cinquante        | konton      |
| quatre   | afar    |  | quatorze | afar iyo toban    |  | soixante         | lixdan      |
| cinq     | shan    |  | quinze   | shan iyo toban    |  | soixante-dix     | toddobaatan |
| six      | lix     |  | seize    | lix iyo toban     |  | quatre-vingt     | siddeetan   |
| sept     | toddoba |  | dix-sept | toddoba iyo toban |  | quatre-vingt-dix | sagaashan   |
| huit     | siddeed |  | dix-huit | siddeed iyo toban |  | cent             | boqol       |
| neuf     | sagaal  |  | dix-neuf | sagaal iyo toban  |  | mille            | kun         |
| dix      | toban   |  | vingt    | labaatan          |  | million          | malyuun     |

#### Jours de la semaine
| Français | Somali  |
| -------- | ------- |
| dimanche | axad    |
| lundi    | isniin  |
| mardi    | salaasa |
| mercredi | arbaca  |
| jeudi    | khamiis |
| vendredi | jimca   |
| samedi   | sabti   |

#### Divers
| Français               | Somali |
| ---------------------- | ------ |
| terre                  | dhul   |
| ciel                   | cir    |
| eau                    | biyo   |
| feu                    | dab    |
| garçon                 | wiil   |
| fille                  | gabadh |
| les hommes (collectif) | rag    |
| homme                  | nin    |
| les femmes (collectif) | dumar  |
| femme                  | naag   |
| nourriture             | cunto  |
| nuit                   | habeen |
| jour                   | maalin |
| grand                  | weyn   |
| petit                  | yar    |
| mange !                | cun!   |

## Écriture

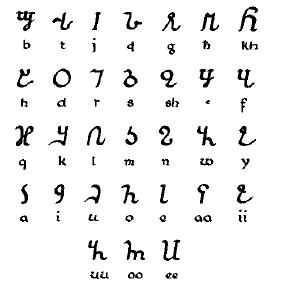
Le système d'écriture autochtone le plus utilisé est l'alphabet osmanya

Dans un rapport adressé en 1878 à la Société géographique royale de Grande-Bretagne (Royal Geographical Society), le scientifique et explorateur allemand Johannes Maria Hildebrandt note à l'occasion d'une visite de la région : « J'ai […] découvert de vieilles ruines et des inscriptions dans la roche, tant des figures que des caractères […]. Ceux-ci n'ont jusqu'ici pas été déchiffrés ». D'après le ministère somalien de l'Information et de la supervision nationale en 1974, cette écriture représenterait le plus ancien témoignage écrit du somali.
Différents systèmes d'écriture ont été utilisés pour transcrire le somali, comme l'alphabet arabe ou l'écriture wadaad, adaptée de l'alphabet l'arabe. Des systèmes d'écriture autochtones ont été élaborés au vingtième siècle, comme l'alphabet osmanya, l'alphabet Borama ou encore l'alphabet kaddare, proposés respectivement par Osman Yusuf Kenadid, Sheikh Abdurahman Sheikh Nuur et Hussein Sheikh Ahmed Kaddare.

### Alphabet latin somali
L'alphabet latin somali élaboré par le linguiste somalien Shire Jama Ahmed et adopté officiellement en 1972 par le gouvernement somalien de Siad Barre, est aujourd'hui le système d'écriture du somali le plus répandu.
C'est un système d'écriture essentiellement phonémique, dans la mesure où le plus souvent un graphème correspond à un phonème et vice versa. L'alphabet, dont l'ordre est calqué sur celui de l'alphabet arabe (dans sa variante persane, avec hā' venant avant wāw) pour les consonnes et sur celui de l'alphabet latin pour les voyelles, est le suivant (cf. supra la section Phonologie pour la valeur phonologique des graphèmes consonantiques) :
', B, T, J, X, KH, D, R, S, SH, DH, C, G, F, Q, K, L, M, N, W, H, Y, A, E, I, O, U.
Il contient donc la totalité des lettres de l'alphabet français à l'exception de p, v et z. Les voyelles longues sont marquées par le redoublement du graphème vocalique. 
L’écriture latine du somali ne comporte ni diacritiques (sauf exceptions, les tons ou « accents » ne sont pas notés), ni lettres supplémentaires (les voyelles tendues et relâchées ne sont pas distinguées), mais elle connaît trois digrammes consonantiques : dh, kh et sh. Toutefois, elle représente le coup de glotte (occlusive glottale) /ʔ/ en dehors de l'initiale de mot, à l’aide de l’apostrophe. L’utilisation de la lettre apostrophe U+02BC ʼ lettre modificative apostrophe  évite que les algorithmes brisent les mots au niveau de l’apostrophe, tandis que l’apostrophe proprement dite (générique U+0027 ' apostrophe  ou typographique U+2019 ’ guillemet apostrophe ) indique un signe de ponctuation (qui ne peut être inclus dans les mots-clés sur Twitter par exemple).
Les noms des consonnes sont globalement calqués sur ceux des lettres de l'alphabet arabe ; ceux des voyelles sont le phonème vocalique qu'elles représentent. Ce sont, dans l'ordre :
alef, ba, ta, ja, xa, kha, deel, ra, sa, shiin, dha, cayn, ga, fa, qaaf, kaaf, laan, miim, nun, waw, ha, ya, a, e, i, o, u.